# Glaciar de Taconnaz
El glaciar de Taconnaz (del francés: Glacier de Taconnaz) es un glaciar del macizo del Mont Blanc, en el departamento de Alta Saboya, en Francia. Nace en la cumbre del Dôme du Goûter a 4.304 m de altitud, y desciende a lo largo de más de 5 km hasta la aldea de Taconnaz situada a 1.500 m de altitud, en el valle de Chamonix-Mont-Blanc. Discurre en paralelo al glaciar de Bossons.
Su cuenca de acumulación está delimitada por el Dôme du Goûter, la Aiguille du Goûter (3.863 m) y los Grands Mulets. El glaciar de Taconnaz tiene la particularidad de que el desnivel en la zona de fractura que separa su cuenca de acumulación (la parte superior del glaciar donde se acumula el hielo) de su zona de ablación (la lengua del glaciar donde pierde hielo) parte transversalmente el glaciar hasta dejar al descubierto el lecho rocoso. La parte superior del glaciar termina abruptamente en un acantilado de hielo de 70 a 100 m de alto (el espesor del glaciar en ese punto), del que se desprenden enormes seracs que caen sobre la parte inferior del glaciar situado algunos metros más abajo.
El glaciar de Taconnaz es conocido por los potentes aludes que lo recorren periódicamente, amenazando las aldeas situadas más abajo. Se produjeron más de 70 a lo largo del siglo XX, ninguno con víctimas mortales. Estudios científicos demuestran que dos tercios de estos aludes fueron provocados por desprendimientos de grandes seracs en la zona de fractura del glaciar situada entre 2.900 y 3.400 m de altitud. En 1990 se construyeron diques y pirámides de cemento armado delante del frente del glaciar a fin de frenar y dividir las avalanchas de nieve, pero los últimos aludes de 1993 y 1999 demostraron que resultaban insuficientes. En 2010 se han realizado obras de ampliación del sistema de protección.